# Río Bravo (Coahuila)
Río Bravo es una localidad del estado mexicano de Coahuila. Es parte del municipio de Allende.

## Demografía
| Gráfica de evolución demográfica |
|                                  |

| Censo | Población |
| ----- | --------- |
| 1921  | 764       |
| 1930  | 1 181     |
| 1940  | 1 583     |
| 1950  | 1 355     |
| 1960  | 1 308     |
| 1970  | 1 097     |
| 1980  | 1 067     |
| 1990  | 1 249     |
| 2000  | 1 466     |
| 2010  | 1 349     |
| 2020  | 1 190     |